# Пол Сверре Гаґен
Пол Сверре Гаґен (6 листопада 1980, Ставангер, Норвегія) — норвезький актор театру і кіно. 

## Життєпис
Пол Сверре Валгейм Гаґен народився 6 листопада 1980 року у Ставангері. Батько Пола (Роар Гаґен) тривалий час працював каракатуристом у газеті «VG». Пол навчався у Норвезькій національній академії театру (2000-2003). У 2003 році актор дебютував на сцені Норвезького театру. Гаґен швидко став відомим у театральних колах Норвегії (у 2007 році актор отримав дві премії "Гедда"). Паралельно з роботою у театрі Гаґен працює на телебаченні та бере участь у кінематографічних проектах.

## Вибіркова фільмографія
- Макс Манус: Людина війни (2008)
- Кон-Тікі (2012)
- Таємниця Раґнарока (2013)
- Дурне діло нехитре (2014)
- Сім сестер (2017)
- Викрадаючи коней (2019)
- Амундсен (2019)